# Paul Goldschmidt (Historiker)
Paul Wilhelm Goldschmidt (* 13. August 1840 in Berlin; † 10. September 1920 in Steglitz) war ein deutscher Gymnasialprofessor und Historiker.

## Leben
Der Vater Eduard Goldschmidt war ein wichtiger jüdischer Kattunfabrikant in Berlin, die Mutter Bertha war eine Tochter des Staatsrats Christian Kunth. Der Bruder Friedrich Goldschmidt wurde Industrieller und Reichstagsabgeordneter, der Bruder Wilhelm Goldschmidt Schriftsteller.
Paul Goldschmidt besuchte das Friedrich-Wilhelms-Gymnasium in Berlin und studierte anschließend Geschichte und Volkswirtschaft in Berlin, Heidelberg und Leipzig. 1864 promovierte er zum Dr. phil. 1865 erhielt er die Lehrerlaubnis.
Danach war er als Proband am Wilhelms-Gymnasium und anschließend als Hilfslehrer am Friedrichs-Werderschen Gymnasium tätig. Seit 1867 unterrichtete er an der Luisenstädtischen Gewerbeschule. Seit 1870 war Paul Goldschmidt als Lehrer am Friedrichs-Gymnasium in Berlin angestellt. 1878 war er kurzzeitig am Aufbau einer höheren Bürgerschule in Steglitz beteiligt und kehrte danach an das Friedrichs-Gymnasium zurück. 1884 wurde er dort zum Professor ernannt. Seine Unterrichtsfächer waren Geschichte, Geographie und Französisch.
1905 wurde Paul Goldschmidt in den Ruhestand versetzt. Er starb 1920 in Steglitz.

## Publikationen
Paul Goldschmidt publizierte mehrere Schriften, vor allem zu geschichtlichen Themen.  Außerdem schrieb er drei Artikel für die Allgemeine Deutsche Biographie.
Autor
- De liga evangelica anni 1625, Berlin 1864, Dissertation
- Geschichten aus Livius, mit Ergänzungen aus griechischen Schriftstellern, Leipzig 1870; Berlin 1881
- Leben des Staatsrats Kunth,  1880, Neuauflage 1888, mit Bruder Friedrich Goldschmidt über den Großvater
- Zur Geschichte des Friedrichs-Gymnasiums, Berlin 1875
- Geschichtstabellen zum Gebrauch in höheren Schulen, 3. Auflage 1898
- Präsident Lette, Hamburg 1899
- Zur Geschichte des Friedrichs-Gymnasiums 1850–1900, 2 Teile, Berlin 1900, 1901
- Berlin in Geschichte und Gegenwart, 1910 kurze Auszüge

Herausgeber
- Heinrich Beitzke: Geschichte der deutschen Freiheitskriege. 2 Bände, Bremen 1882, 4. Auflage, bearbeitet
- Molière: Précicuses ridicules, Berlin 1890